# 霍里科查山 (馬里亞斯區)
9°34′25″S 76°34′38″W / 9.57361°S 76.57722°W
霍里科查山（Quriqucha），是秘魯的山峰，位於該國中部瓦努科大區，由五月二日省的馬里亞斯區負責管轄，屬於安地斯山脈的一部分，海拔高度4,600米。